# أيهن مونيوز
أيهن مونيوز كابيان (بالإسبانية: Aihen Muñoz Capellán) هو لاعب كرة قدم إسباني في مركز الظهير الأيسر ولد في يوم 16 أغسطس 1997 في قرية إيتكساوري في نافارا في إسبانيا. يلعب مع نادي ريال سوسيداد ويبلغ طوله 175 سم.